# Khách sạn Dalat Palace

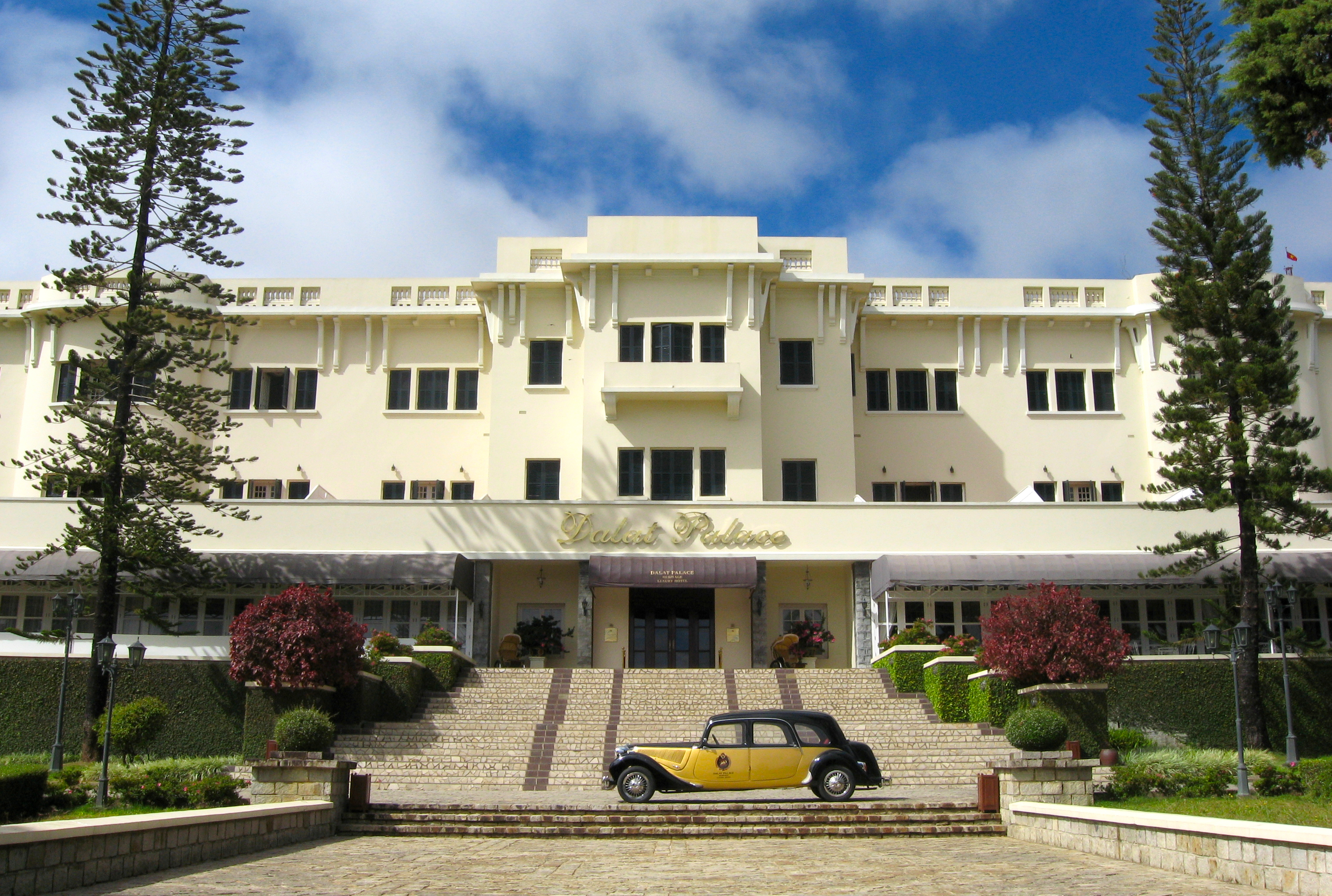
Khách sạn Dalat Palace

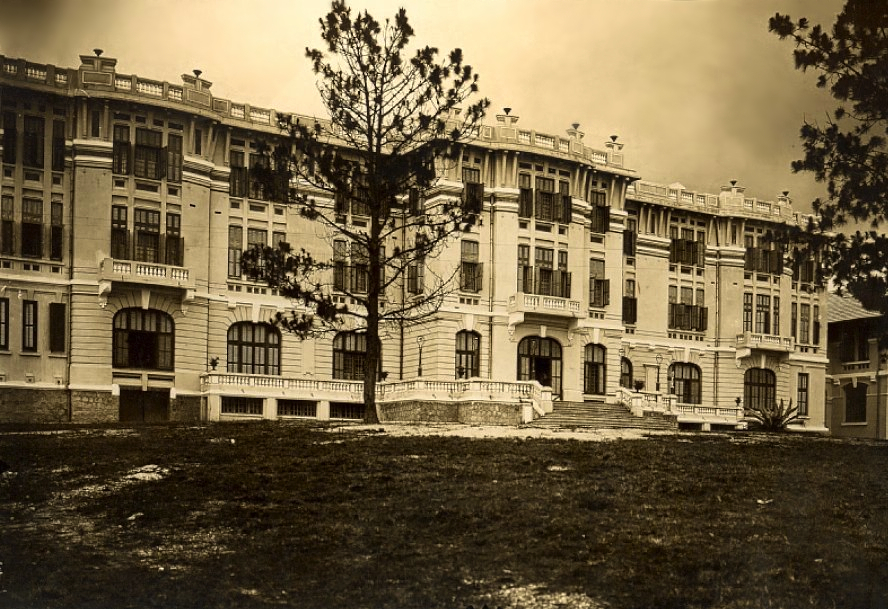
Lang-Bian Hotel Palace trong những năm 1920 - trước khi toàn quyền Đông Dương Jean Decoux, vào năm 1943, đã gỡ bỏ những mặt tiền trang trí công phu

Khách sạn Dalat Palace là một khách sạn lâu đời tại thành phố Đà Lạt, Việt Nam. Trước đây khách sạn này tên là Langbian Palace do người Pháp xây dựng năm 1916 hoàn thành năm 1922. Về sau nó mang tên Dalat Sofitel Palace rồi đổi thành Dalat Palace Hotel như hiện nay.
Khách sạn Dalat Palace là một công trình kiến trúc kiểu Pháp. Khuôn viên của khách sạn rộng đến hơn 40 nghìn mét vuông, chung quanh là vườn hoa, thảm cỏ, rừng thông. Khách sạn có 43 phòng. Tất cả đều được trang bị thiết bị, đồ dùng sang trọng, nhiều phòng có lò sưởi. Ngoài ra còn 2 phòng họp với sức chứa 100 người.
Trong tháng 4 năm 1930, đồng chí Trần Diệm triệu tập Hội nghị để thực hiện quyết định việc giải thể chi bộ Tân Việt và thành lập chi bộ Cộng sản. Hội nghị được tổ chức trên tầng gác căn buồng số 2 nhà xe khách sạn Palace (Đà Lạt). Chi bộ Đảng này có tên là Chi bộ Palace.